# Académie royale de langue et de littérature françaises de Belgique
Ne doit pas être confondu avec Académie royale de Belgique.
L'Académie royale de langue et de littérature françaises de Belgique (ou ARLLFB) est une institution belge qui réunit des personnalités qui, par leurs travaux, leurs écrits ou leurs discours, contribuent de la façon la plus éminente à l'illustration de la langue française, soit en étudiant ses origines et son évolution, soit en publiant des ouvrages d'imagination ou de critique. Elle comprend des membres belges et des membres étrangers.
On ne confondra pas l'Académie royale de langue et de littérature françaises de Belgique, surnommée « la Destréenne », fondée le 19 août 1920 par un arrêté royal d'Albert Ier sur proposition du ministre des Sciences et des Arts, Jules Destrée, avec l'Académie royale de Belgique, surnommée « la Thérésienne », fondée en 1772 par l’impératrice Marie-Thérèse d'Autriche.
Son équivalent flamand est l'Académie royale de langue et littérature néerlandaises (jusqu'en 1974 : Académie royale flamande de langue et de littérature).

## Secrétaires perpétuels
- 1922–1946 : Gustave Vanzype
- 1946–1951 : Charles Bernard
- 1951–1960 : Luc Hommel
- 1960–1972 : Marcel Thiry
- 1972–1988 : Georges Sion
- 1989–1996 : Jean Tordeur
- 1996–2001 : André Goosse
- 2002–2019 : Jacques De Decker
- Depuis 2020 : Yves Namur[4]